# 踝咬鳄属
踝咬鳄属（学名：Tarsomordeo）为副短吻鳄科的一个属。

## 下属物种
本属包括以下物种：
- Tarsomordeo winkleri Adams, 2019[2]